# Henry Ridgely Warfield
Henry Ridgely Warfield (ur. 14 września 1774, zm. 18 marca 1839 we Frederick, Maryland) – amerykański polityk.
Przez trzy kadencje Kongresu Stanów Zjednoczonych w latach 1819–1825 był przedstawicielem trzeciego okręgu wyborczego w stanie Maryland w Izbie Reprezentantów Stanów Zjednoczonych.